# Smithia oligantha
Smithia oligantha är en ärtväxtart som beskrevs av Ethelbert Blatter. Smithia oligantha ingår i släktet Smithia och familjen ärtväxter. Inga underarter finns listade i Catalogue of Life.